# Sócios (Roma Antiga)
Sócios (em latim: Socii), na Roma Antiga, constituíam os povos ou estados independentes da República Romana (primeira metade do século III a.C.), com costumes, leis e língua diferente dos Latinos, mas que pertenciam à Confederação Romana. Apesar de serem povos soberanos, eram obrigados a fornecer contingentes militares quando Roma assim decidisse. Estavam divididas entre cividades federadas e cividades livres.